# Arabela

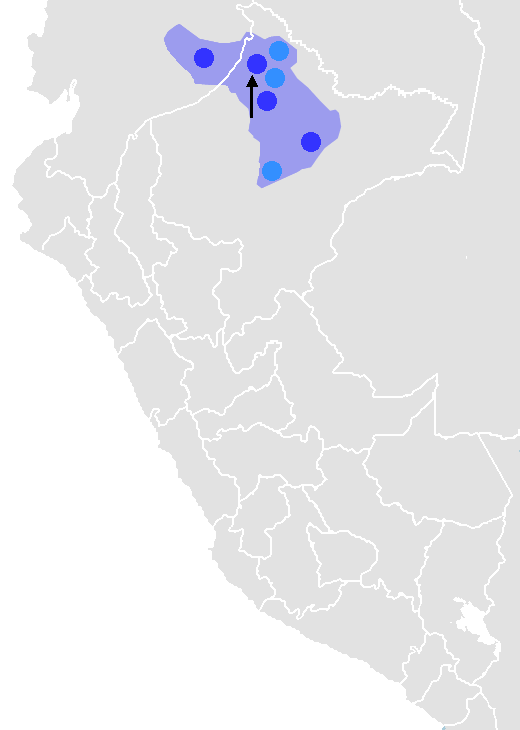
Localisation des locuteurs de l’arabela

L'arabela est une langue amérindienne de la famille des langues zaparoanes parlée par environ 50 personnes sur les rives du fleuve éponyme au Pérou. Il n'est plus utilisé que par les membres les plus âgés du groupe qui parle majoritairement le quechua.

## Codes
- Code de langue IETF : arl